# Anggun
Anggun Cipta Sasmi, vagy művésznevén Anggun, de ismert úgyis, mint Anggun C. Sasmi (Jakarta, 1974. április 29. — ) indonéz–francia énekes-zeneszerző.

## Pályafutása
Hétévesen kezdett énekelni, majd két évre rá megjelent első gyereklemeze. Ian Antono segítségével elkészült 1986-ban első stúdióalbuma, a Dunia Aku Punya. 1989-ben jelent meg első nagysikerű dala, a "Mimpi", melyet az amerikai Rolling Stone magazin "Minden idők 150 legnagyobb indonéz slágere" listába is jegyzett. Ezt követte még három album, és az 1990-es években a legjelentősebb indonéz pop-rock sztárok között tartották Őt számon. 1994-ben Indonéziában maradt, hogy folytassa nemzetközi karrierjét. Két év harc után kijutott Londonba, ahol találkozott a híres francia producerrel, Erick Benzivel, akivel aláírt egy lemezszerződést a Sony Musicnál. Így 1998-ban kiadhatta első nemzetközi lemezét, mely a Snow on the Sahara (magyarul: Hó a Szaharában) címet viselte. Ugyanezzel a címmel kislemez jelent meg az albumról, melyet harminchárom országban adtak ki, többek között az Amerikai Egyesült Államokban is. Nemzetközi debütálása óta öt albumot jelentetett meg angol és francia nyelven, és 2002-ben elénekelte a Nyitott szívek című dán film betétdalát. Együttműködött számos nemzetközi művésszel, mint például Julio Iglesias-szal, Peter Gabriellel és Pras Michel-lel a Fugees-ből. A 2012-es Eurovíziós Dalfesztiválon Franciaország színeiben lépett színpadra. Dala az "Echo (You and I)" címet viselte, amivel 22. helyet ért el a döntőben.

## Diszkográfia

### Indonéz nyelvű albumok
- 1986: Dunia Aku Punya
- 1990: Mimpi
- 1990: Tua Tua Keladi
- 1990: Takut
- 1991: Anak Putih Abu Abu
- 1992: Nocturno
- 1993: Anggun C. Sasmi... Lah!!!
- 1994: Yang Hilang

### Francia nyelvű albumok
- 1997: Au nom de la lune
- 2000: Désirs Contraires
- 2005: Luminescence
- 2006: Luminescence Edition Speciale
- 2008: Elévation
- 2011: Echos

### Angol nyelvű albumok
- 1998: Snow on the Sahara
- 1999: Anggun
- 2000: Chrysalis
- 2002: Open Hearts
- 2005: Luminescence
- 2006: Luminescence Special Edition
- 2007: Best Of
- 2008: Elevation
- 2011: Echoes

## Fordítás
- Ez a szócikk részben vagy egészben  az   Anggun című angol Wikipédia-szócikk fordításán alapul.  Az eredeti cikk szerkesztőit annak laptörténete sorolja fel. Ez a jelzés csupán a megfogalmazás eredetét és a szerzői jogokat jelzi, nem szolgál a cikkben szereplő információk forrásmegjelöléseként.